# 1027

## Събития
- 26 март – Папа Йоан XIX коронясва Конрад II за Свещен римски император.
- 14 май – Анри I e коронван за крал на Франция в Реймската катедрала
- Започва Гражданска война в Япония

## Родени
- Уилям I (Англия), крал на Англия, по-известен като Уилям Завоевателя или Вилхелм Завоевателя (умира през 1087 година)